# Herzog von Palmela

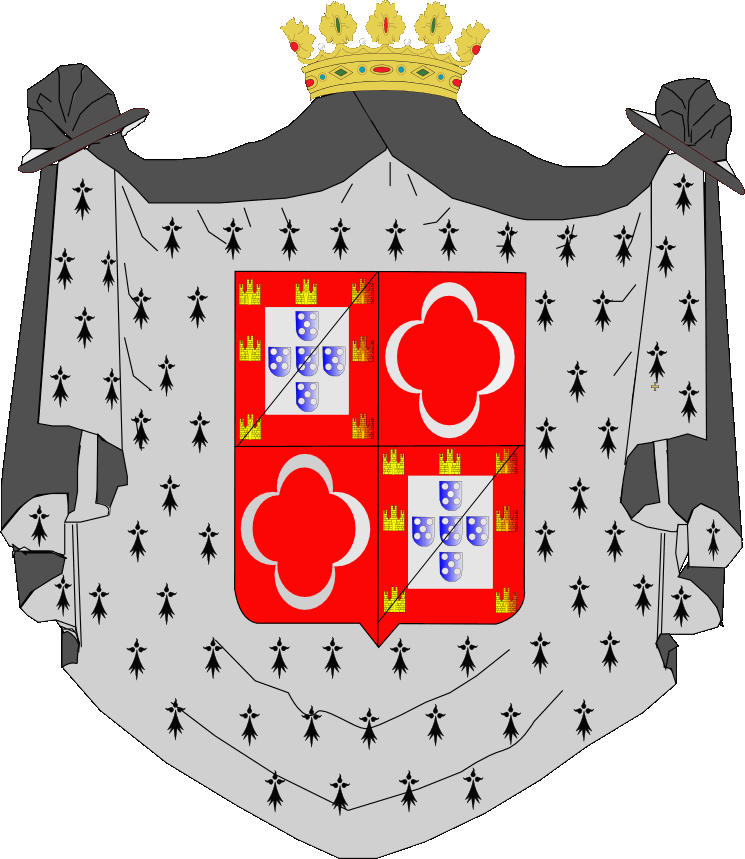
Wappen der Herzöge von Palmela

Herzog von Palmela (Duque de Palmela) ist ein portugiesischer erblicher Adelstitel seit 1850. Er wurde Pedro de Sousa Holstein und seinen Nachkommen am 18. Oktober 1850 von Königin Maria II. verliehen.
Die Sousa waren historisch die Herren von Calhariz gewesen. Pedro de Sousas väterliche Großmutter war Prinzessin Anna Leopoldine von Schleswig-Holstein-Sonderburg-Beck, eine Tochter von Friedrich Wilhelm I. von Schleswig-Holstein-Sonderburg-Beck.

## Liste der Herzöge von Palmela
1. Pedro de Sousa Holstein (1781–1850)
2. Domingos de Sousa Holstein (1818–1864)
3. Maria Luísa de Sousa Holstein (1841–1909)
4. Helena Maria Domingas de Sousa Holstein (1864–1941)
5. Domingos de Sousa e Holstein Beck (1897–1969)
6. Luís Maria da Assunção de Sousa e Holstein Beck (1919–1997)
7. Pedro Domingos de Sousa e Holstein Beck (* 1951)